# 東岸和田駅
東岸和田駅（ひがしきしわだえき）は、大阪府岸和田市土生町四丁目にある、西日本旅客鉄道（JR西日本）阪和線の駅である。駅番号はJR-R40。

## 歴史
- 1930年（昭和5年）6月16日：阪和電気鉄道の和泉府中駅 - 阪和東和歌山駅（現在の和歌山駅）間延伸により、土生郷駅（はぶごうえき）として開業[3]。
- 1932年（昭和7年）4月1日：阪和岸和田駅に改称[3]。
- 1939年（昭和14年）下半期：ホームを延長し4両編成に対応[4]。
- 1940年（昭和15年）12月1日：阪和電気鉄道が南海鉄道に吸収合併され、南海山手線の駅となる[5]。
- 1941年（昭和16年）8月1日：東岸和田駅に改称[6]。
- 1944年（昭和19年）5月1日：戦時買収により国有化され、運輸通信省（国鉄）阪和線の駅となる[5]。
- 1966年（昭和41年）3月：跨線橋新設[7]。
- 1982年（昭和57年）10月1日：貨物の取り扱いを廃止[3]。
- 1985年（昭和60年）3月14日：荷物扱い廃止[3]。
- 1986年（昭和61年）11月1日：快速停車駅となる。同時に当駅折り返しの普通を日根野・和歌山方面に延長。
- 1987年（昭和62年）4月1日：国鉄分割民営化により、西日本旅客鉄道（JR西日本）の駅となる[3][5]。
- 1993年（平成5年）7月1日：阪和線運行管理システム（初代）導入。
- 1998年（平成10年）6月6日：自動改札機を設置し、供用開始[8]。
- 2003年（平成15年）11月1日：ICカード「ICOCA」の利用が可能となる[9]。
- 2009年（平成21年）8月：高架化工事着手[10]。
- 2011年（平成23年）12月11日：高架化工事のため上り線が仮線に移行[11]。
- 2012年（平成24年）10月14日：高架化工事のため下り線が仮線に移行[12]。
- 2015年（平成27年）2月8日：下り線が高架ホームに移行[13]。
- 2017年（平成29年）10月22日：上り線が高架ホームに移行[14][15]。それに伴い起点（天王寺駅）からの営業キロが26.6kmから26.5kmに変更され、下松駅との駅間営業キロが1.5kmから1.4kmに、東貝塚駅との駅間営業キロが1.5kmから1.6kmに変更される[1]。駅ナカ店舗が開業。
- 2018年（平成30年）3月17日：駅ナンバリングが導入され、使用を開始[16]。
- 2023年（令和5年）
  - 5月21日：みどりの窓口の営業を終了[2]。
  - 5月22日：みどりの券売機プラスを導入[2]。

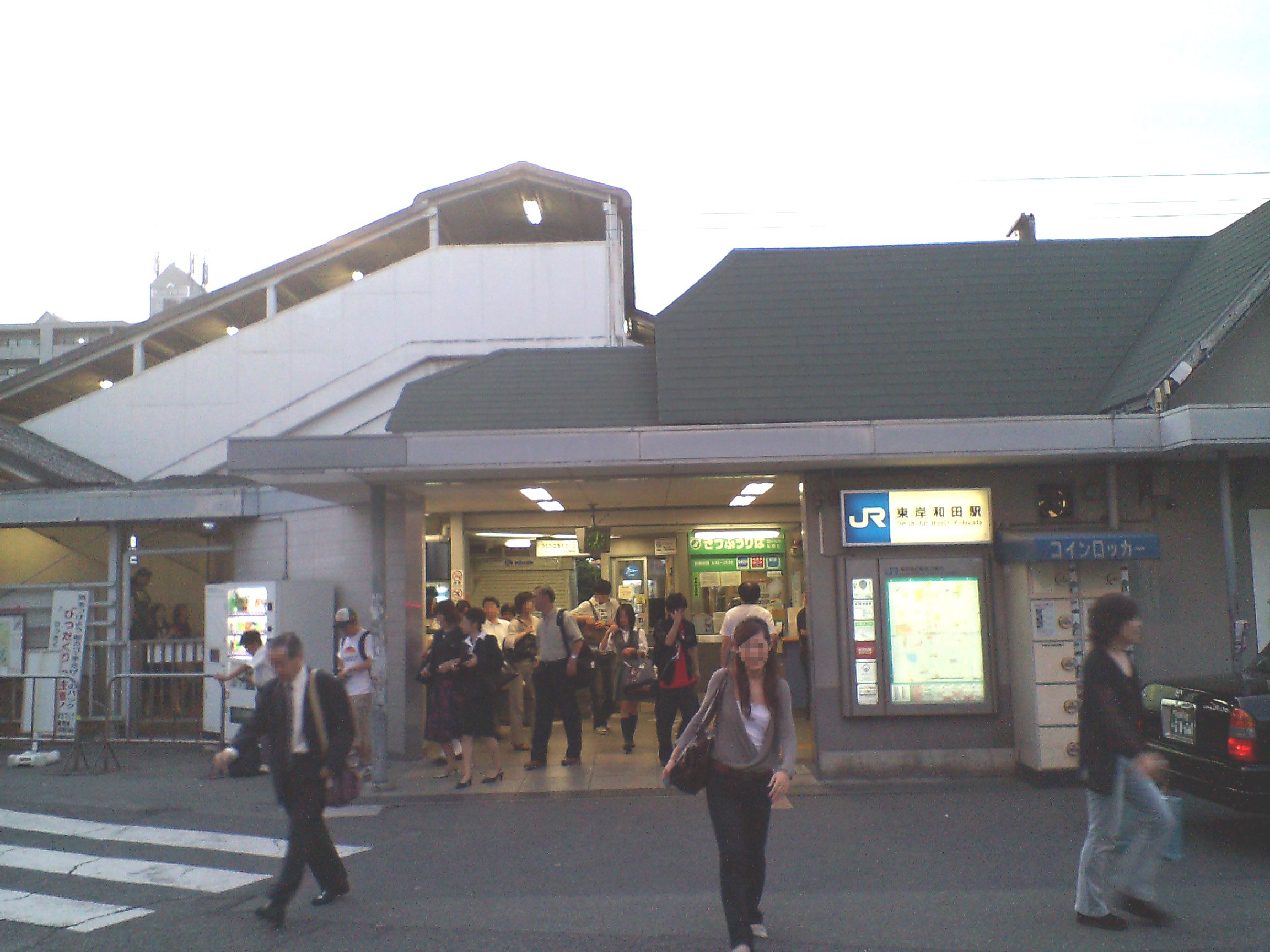
旧駅舎（2007年6月）

## 駅構造
島式ホーム2面4線を持ち、待避設備を有する高架駅である。高架完成時に西口（ただし改札は東口と合わせて1カ所）が開設され、国道26号側からの利用が便利になった。東口・西口ともエントランス部は岸和田型のだんじりをかたどったデザインとなっている。
1番線（下り待避線）は天王寺寄りに上り線への渡り線がある（高架工事中は停止されていたが、完成時に再設置）。かつて1番線の和歌山寄りには安全側線が設置されていたが、後述の仮線移行に伴い廃止された。当駅では快速列車と普通列車（昼間は基本的に区間快速）の緩急接続が行われるほか、一部の快速列車は当駅で特急列車の通過待ちを行う。
2015年2月8日に下り線が、2017年10月22日に上り線が高架ホームに移行された。
便所は改札内にあり、上り線の高架化と同時に身障者用が設置されバリアフリー対応が完了した。高架化工事と並行して防災街区整備事業が実施されている。
地上駅時代の下りホーム幅は、他の島式ホームをもつ快速停車駅より狭かった（1986年10月31日まで快速通過駅だった）。
和泉府中駅が管理する直営駅で、和泉府中駅より地区駅長が配属されている。ICカード「ICOCA」を利用することができる（相互利用可能ICカードはICOCAの項を参照）。

### のりば
| のりば | 路線   | 方向 | 行先                       |
| ------ | ------ | ---- | -------------------------- |
| 1・2   | 阪和線 | 下り | 熊取・関西空港・和歌山方面 |
| 3・4   | 阪和線 | 上り | 鳳・天王寺・大阪方面       |

- 2・3番のりばが本線、1・4番のりばが待避線である。下り線の仮線移行時は1・3番のりばが本線、2・4番のりばが待避線となっていた。

## ダイヤ
日中時間帯は1時間に8本（関空・紀州路快速と区間快速がそれぞれ4本）が停車する。この時間帯は緩急接続が行われ、当駅発車後の区間快速は両方向とも終点まで先着する形となる。なお、相互接続・通過待ちする列車はドア横の開閉ボタンで乗り降りする形をとっている。
1986年10月31日までは天王寺駅基準で日中1時間6本の普通のうち、2本が当駅で折り返していた。残り4本は手前の鳳駅発着であった。また、この当時は当駅は快速通過駅で、当駅折り返しの普通が鳳駅で快速と緩急接続していた。そのため当駅から和歌山方面へは区間快速のみの1時間2本のみだった。2018年3月17日現在、平日10時台に当駅止まりの普通が一度東貝塚駅まで回送された後、折り返し当駅始発の快速として運行されているほか、休日7時台にも当駅始発の快速が運行されている。また、22時台には今までと同様に当駅止まりの快速が設定されている。2011年3月12日のダイヤ改正前までは、平日ダイヤの21時台に当駅折り返しの快速が、22時台（土曜・休日は23時台）には当駅止まりの普通があった。2004年10月15日までは夕方にも折り返しの設定があった。

## 利用状況
2023年（令和5年）度の1日平均乗車人員は10,480人である。阪和線・関西空港線の途中駅では三国ケ丘駅・鳳駅・和泉府中駅・堺市駅についで第5位の利用者数である。
各年度の1日の平均乗車人員は以下の通りである。
| 年度               | 1日平均 乗車人員 | うち定期 | 定期率 | 出典          |
| ------------------ | ---------------- | -------- | ------ | ------------- |
| 1988年（昭和63年） | 8,000            | 5,612    | 70.2%  | [ 大阪府 1 ]  |
| 1989年（平成元年） | 8,522            | 5,980    | 70.2%  | [ 大阪府 1 ]  |
| 1990年（平成02年） | 9,106            | 6,474    | 71.1%  | [ 大阪府 2 ]  |
| 1991年（平成03年） | 9,650            | 6,939    | 71.9%  | [ 大阪府 3 ]  |
| 1992年（平成04年） | 9,895            | 7,158    | 72.3%  | [ 大阪府 4 ]  |
| 1993年（平成05年） | 9,884            | 7,057    | 71.4%  | [ 大阪府 5 ]  |
| 1994年（平成06年） | 10,120           | 7,167    | 70.8%  | [ 大阪府 6 ]  |
| 1995年（平成07年） | 10,423           | 7,377    | 70.8%  | [ 大阪府 7 ]  |
| 1996年（平成08年） | 10,462           | 7,434    | 71.1%  | [ 大阪府 8 ]  |
| 1997年（平成09年） | 10,354           | 7,380    | 71.3%  | [ 大阪府 9 ]  |
| 1998年（平成10年） | 10,278           | 7,293    | 71.0%  | [ 大阪府 10 ] |
| 1999年（平成11年） | 10,107           | 7,210    | 71.3%  | [ 大阪府 11 ] |
| 2000年（平成12年） | 10,253           | 7,343    | 71.6%  | [ 大阪府 12 ] |
| 2001年（平成13年） | 10,341           | 7,426    | 71.8%  | [ 大阪府 13 ] |
| 2002年（平成14年） | 10,320           | 7,523    | 72.9%  | [ 大阪府 14 ] |
| 2003年（平成15年） | 10,413           | 7,594    | 72.9%  | [ 大阪府 15 ] |
| 2004年（平成16年） | 10,502           | 7,802    | 74.3%  | [ 大阪府 16 ] |
| 2005年（平成17年） | 10,410           | 7,796    | 74.9%  | [ 大阪府 17 ] |
| 2006年（平成18年） | 10,493           | 7,899    | 75.3%  | [ 大阪府 18 ] |
| 2007年（平成19年） | 10,522           | 7,998    | 76.0%  | [ 大阪府 19 ] |
| 2008年（平成20年） | 10,543           | 8,119    | 77.0%  | [ 大阪府 20 ] |
| 2009年（平成21年） | 10,390           | 8,077    | 77.7%  | [ 大阪府 21 ] |
| 2010年（平成22年） | 10,551           | 8,210    | 77.8%  | [ 大阪府 22 ] |
| 2011年（平成23年） | 10,609           | 8,233    | 77.6%  | [ 大阪府 23 ] |
| 2012年（平成24年） | 10,705           | 8,307    | 77.6%  | [ 大阪府 24 ] |
| 2013年（平成25年） | 11,067           | 8,621    | 77.9%  | [ 大阪府 25 ] |
| 2014年（平成26年） | 10,863           | 8,453    | 77.8%  | [ 大阪府 26 ] |
| 2015年（平成27年） | 10,950           | 8,479    | 77.4%  | [ 大阪府 27 ] |
| 2016年（平成28年） | 10,884           | 8,427    | 77.4%  | [ 大阪府 28 ] |
| 2017年（平成29年） | 11,040           | 8,509    | 77.1%  | [ 大阪府 29 ] |
| 2018年（平成30年） | 11,093           | 8,483    | 76.5%  | [ 大阪府 30 ] |
| 2019年（令和元年） | 11,322           | 8,625    | 76.2%  | [ 大阪府 31 ] |
| 2020年（令和02年） | 9,284            | 7,375    | 79.4%  | [ 大阪府 32 ] |
| 2021年（令和03年） | 9,495            | 7,482    | 78.8%  | [ 大阪府 33 ] |
| 2022年（令和04年） | 10,062           | 7,660    | 76.1%  | [ 大阪府 34 ] |
| 2023年（令和05年） | 10,480           | 7,810    | 74.5%  | [ 大阪府 35 ] |

## 駅周辺

### 公共施設
- 大阪国税局岸和田税務署 - 管轄は岸和田市と貝塚市。
- 岸和田公共職業安定所 - 管轄は岸和田市と貝塚市。
- 大阪府泉南府民センター
- 大阪府岸和田保健所 - 管轄は岸和田市と貝塚市。
- 大阪府岸和田警察署
- 東岸和田市民センター（リハーブ内）
  - 東岸和田サービスセンター
  - 旭地区公民館
  - 旭図書館

### 医療機関
- 葛城病院（ワーナー・マイカル・シネマズ東岸和田跡）

### 商業施設
- ビエラ東岸和田
- アクロスプラザ東岸和田
  - スーパーサンエー東岸和田店
  - ウエルシアアクロスプラザ東岸和田店
- そよら東岸和田（トークタウン、旧イオン東岸和田店）
  - 過去にはイオンの南裏にワーナー・マイカル・シネマズ2号劇場（ワーナー・マイカル・シネマズ東岸和田）があった。
- 泉州卸商業団地

### 学校
- 大阪府立和泉高等学校
- 大阪府立岸和田支援学校
- 大阪技能専門学校
- 岸和田市立土生中学校
- 岸和田市立旭小学校
- 岸和田市立太田小学校

### その他
- 日本郵便 岸和田土生郵便局
- 池田泉州銀行東岸和田支店
- ホテルルートイン大阪岸和田 東岸和田駅前/関西空港
- 紀陽銀行東岸和田支店
- コナミスポーツクラブ東岸和田 - 開設当時はトークタウンのテナントで、駅北東へ移転
- 泉光寺 - 岸和田藩主岡部家菩提所
- 矢代寸神社 - 和泉国岸和田藩一の宮
- 意賀美神社
- 神於寺

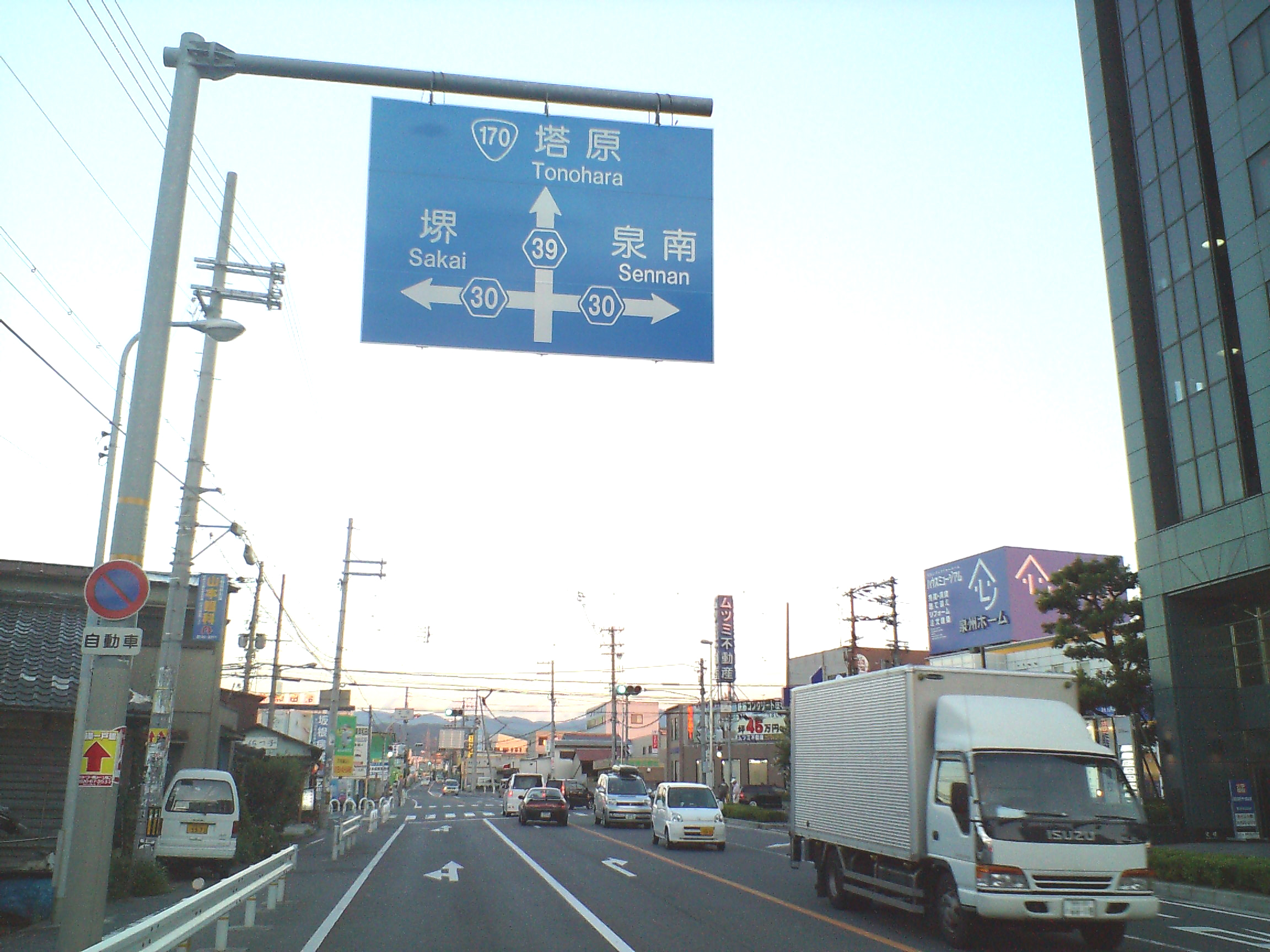
大阪府道39号岸和田港塔原線

## バス路線
2019年9月28日改正により、全便がロータリー内に乗り入れている。停留所名は「東岸和田駅前」で、南海ウイングバス（葛城線）が発着する。それまでは東岸和田駅発着路線を除き、大阪府道39号岸和田港塔原線沿いの「東岸和田」バス停を使用していた。
- 1番のりば
  - 641・642：塔原
  - 643・644：白原車庫
  - 645・646：一の宮・天神山・流木循環右回り
  - 647：一の宮・天神山・畑町循環右回り
  - 653：天神山町3丁目
  - 654・656：流木・天神山・一の宮循環左回り
  - 657：畑町・天神山・一の宮循環左回り
- 2番のりば
  - 641・642・643・644・645・647・655・657：岸和田駅前

## 隣の駅
西日本旅客鉄道（JR西日本）
 阪和線
■関空快速・■紀州路快速・■快速・■直通快速
和泉府中駅 (JR-R37) - 東岸和田駅 (JR-R40) - 熊取駅 (JR-R44)
■区間快速・■普通
下松駅 (JR-R39) - 東岸和田駅 (JR-R40) - 東貝塚駅 (JR-R41)

### 記事本文